# Milton Latham
Milton Slocum Latham (Columbus, 23 maggio 1827 – New York City, 4 marzo 1882) è stato un politico statunitense.
Fu il 6º Governatore della California e membro della Camera dei rappresentanti e del Senato degli Stati Uniti d'America.
Il suo governatorato alla guida della California è stato il più breve durando solamente 5 giorni dal 9 al 14 gennaio 1860.
Morì nel 1882 e venne sepolto presso il Cypress Lawn Memorial Park di Colma, California.